# Гарциния Ливингстона
Гарциния Ливингстона (лат. Garcinia livingstonei) — вид деревьев из рода Гарциния семейства Клузиевые, распространён в тропической Африке.
Ареал вида охватывает довольно обширную область: от Кот-д’Ивуара на западе до Сомали на востоке и ЮАР на юге.
Garcinia livingstonei — небольшое вечнозелёное дерево высотой 6—18 м, с парными голубо-зелёными овальными листьями, 6—11 см длиной и 3—5,5 см шириной. Цветки собраны в гроздья на ветвях. Плод маленький ярко-оранжевый, с тонкой кожицей, 1—4 см диаметром, с одним крупным семенем.
Небольшая съедобная мякоть плода приятно сладкая, кисловатая и содержит небольшое количество латекса, что некоторым людям неприятно. Плод, в основном, съедается в свежем виде, но иногда используется для получения напитков.